# 雅罗斯瓦夫·卡钦斯基
雅罗斯瓦夫·亚历山大·卡欽斯基（波蘭語：Jarosław Aleksander Kaczyński，發音：[jaˈrɔswaf kaˈt͡ʂɨj̃skʲi] ⓘ；1949年6月18日—），波蘭政治人物，法律与公正党黨魁，前任波蘭副總理，前波兰总理（2006年7月14日－2007年11月16日），曾任参议员和众议员，第一，三，四，五和六届国会议员。法学博士。孪生弟弟是已故波兰总统萊赫·卡欽斯基。

## 童年
1962年与孪生弟弟莱赫·卡钦斯基在导演简·巴托瑞（Jan Batory）的电影中分别饰演了考奈儿·马库申斯基（Kornel Makuszyński）的小说《偷月亮的双胞胎》（The Two Who Stole The Moon，又名《偷月二人行》）中的Jacek和Placek。

## 政治生涯

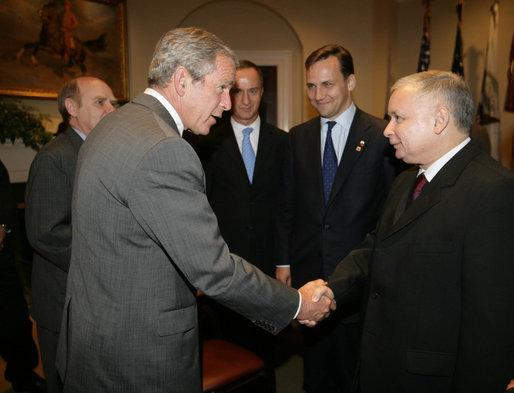
雅罗斯瓦夫·卡钦斯基（右）與美國總統小布什

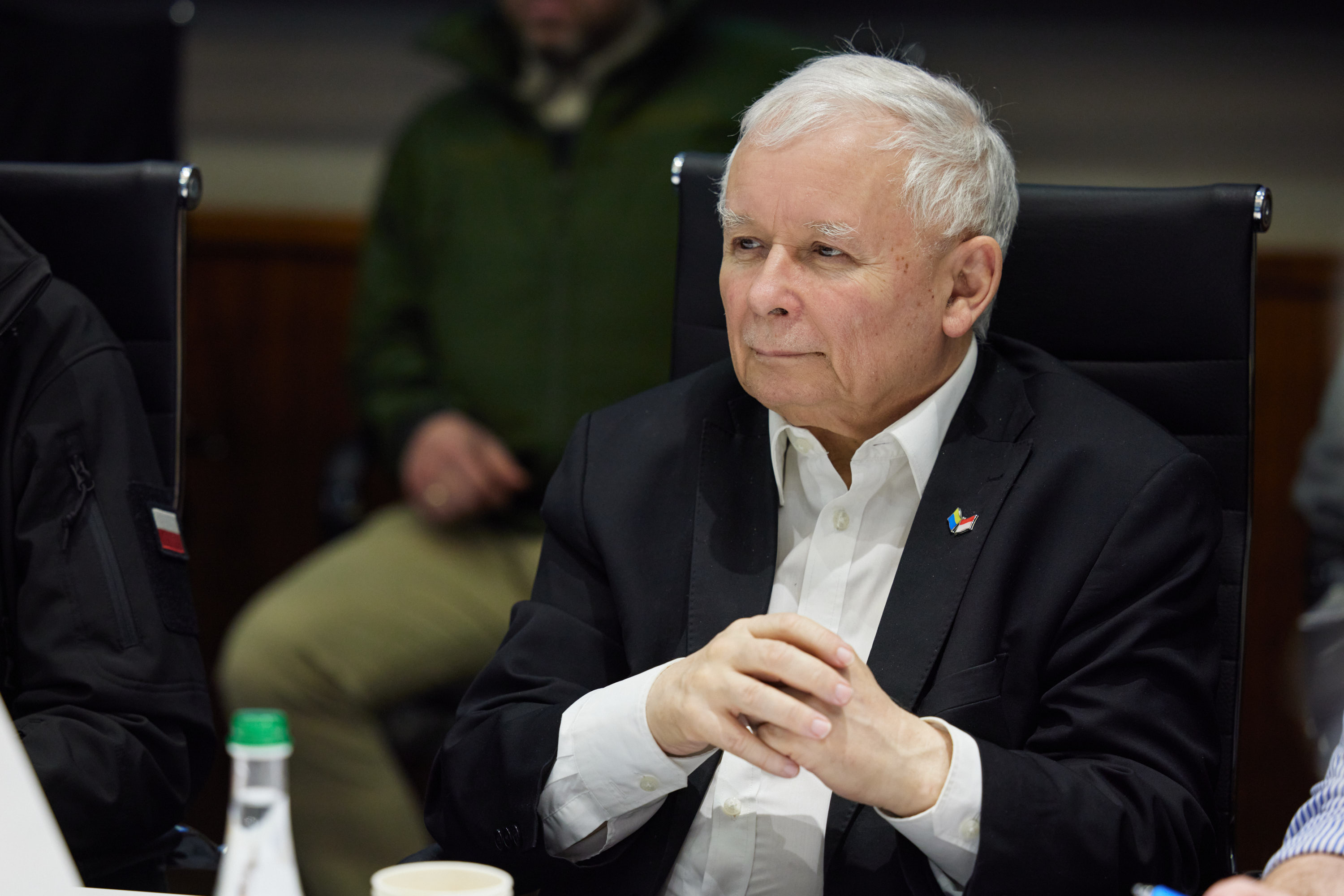
2022年與烏克蘭總統弗拉基米尔·泽连斯基見面的卡钦斯基

在东欧剧变过后的1990－1991年，担任波兰共和国总理内阁的国防部长。
2001年，創立法律與公正黨，之後自2003年一直擔任黨魁。2005年議會選舉，法律與公正黨勝出，他原本計劃出任總理，但在其弟勝出總統選舉後，他不出任總理，並推舉卡齐米日·马尔钦凯维奇。但在2006年马尔钦凯维奇辭職后，他出任總理，組建少數政府。
2007年議會選舉，他領導的法律與公正黨雖然增加席次，但其領導的右翼聯盟其他政黨失去席次，敗給親歐盟的公民綱領黨，競選連任失敗，他成為反對黨領袖。
2010年，因擔任總統的弟弟莱赫·卡钦斯基死於空難，旋即宣布代表法律與公正黨參選總統，然而卻在第二輪的總統選舉投票中落選。
2011年議會選舉，他領導的法律與公正黨再次落敗，繼續為反對黨領袖。
2015年議會選舉，他領導的法律與公正黨勝出，並單獨在國會眾議院獲得過半，但他本人並無出任總理。
2021年12月24日，他批評德國試圖把歐洲聯盟轉變成聯邦制的「德意志第四帝國」。

## 個人生活
他至今未婚，未有子女。